# Arewaxač

Arevakhach

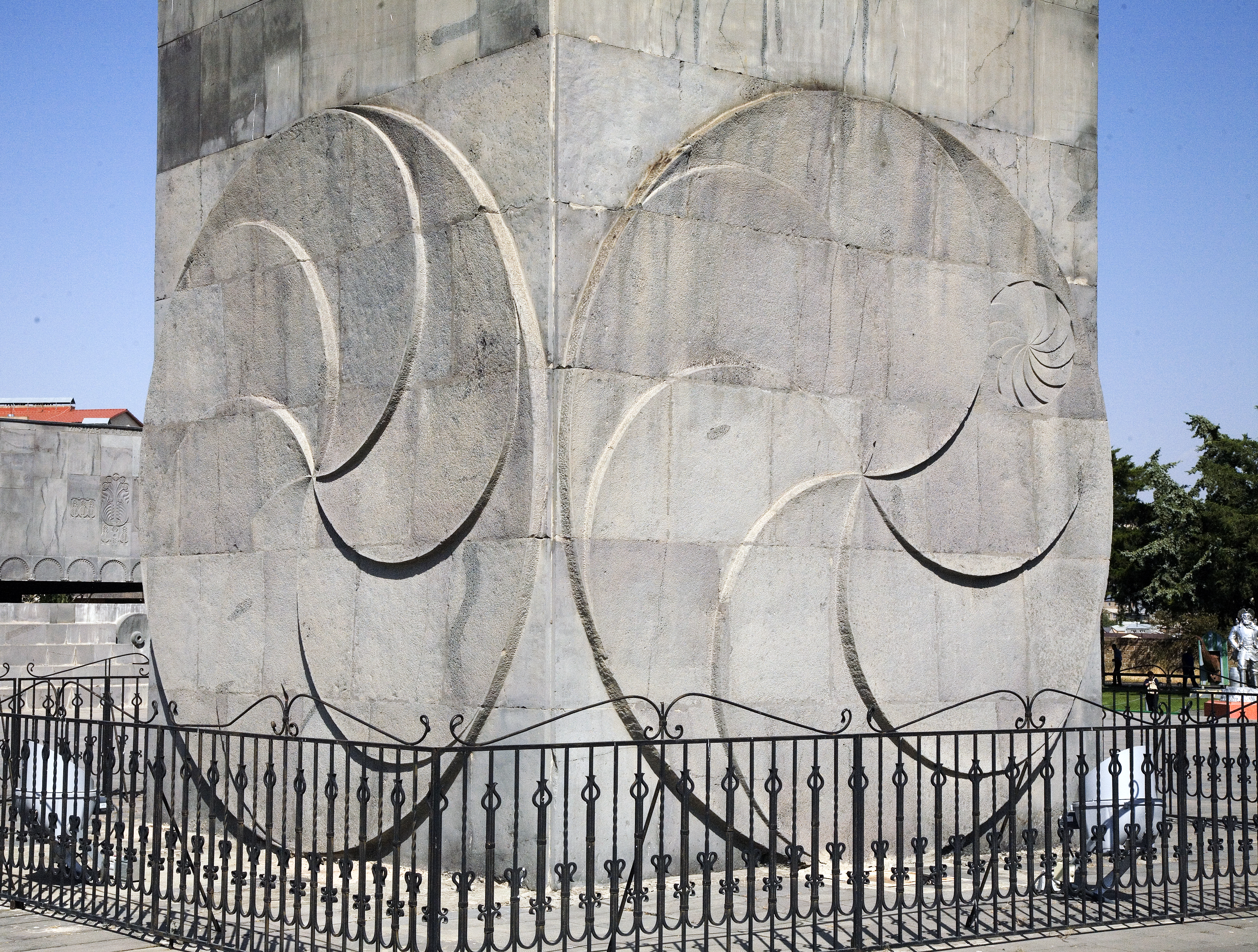
Monumento situato a Erevan

L'arewaxač o arevakhach (in armeno արևախաչ?, letteralmente "croce solare") è un simbolo della cultura armena. Conosciuto come haveržut'yan haykakan nšan (in armeno հավերժության հայկական նշան?, "ruota armena dell'eternità") è raffigurato su khachkar e sulle pareti di chiese. Originariamente simbolo dell'identità nazionale degli Armeni, è stato ripreso dalla religione neopagana detta Hetanesimo, oltre che dal Partito Repubblicano d'Armenia.
Il simbolo è stato introdotto nella versione 7.0 di Unicode, all'interno del blocco Armenian:
- ֍ U+058D right-facing armenian eternity sign
- ֎ U+058E left-facing armenian eternity sign